# کوه ایگل (بریتیش کلمبیا)
کوه ایگل (به انگلیسی: Eagle Peak) یک کوه در کانادا است که در بریتیش کلمبیا واقع شده‌است. کوه ایگل ۲٬۸۴۶ متر بالاتر از سطح دریا واقع شده‌است.